# Испур
Испу́р (фр. Ispoure) — коммуна во Франции, находится в регионе Новая Аквитания. Департамент — Атлантические Пиренеи. Входит в состав кантона Монтань-Баск. Округ коммуны — Байонна.
Код INSEE коммуны — 64275.

## География

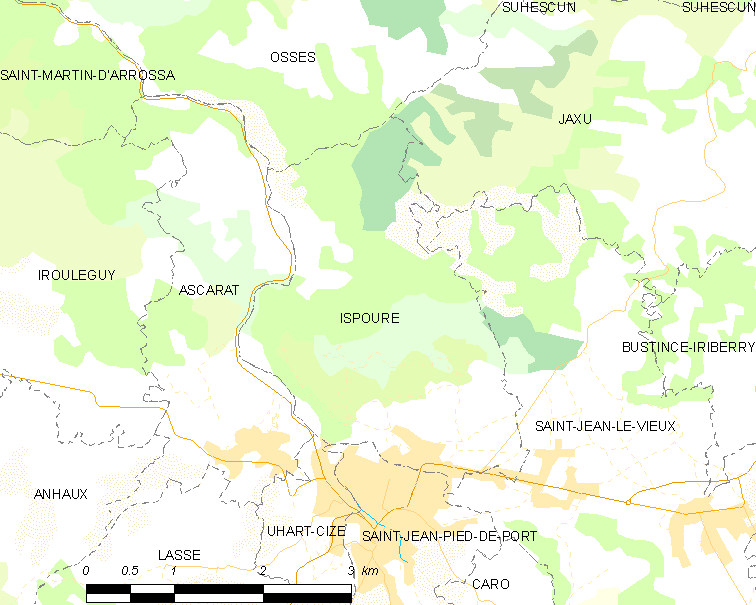
Карта коммуны

Коммуна расположена приблизительно в 690 км к юго-западу от Парижа, в 195 км южнее Бордо, в 75 км к западу от По.
По территории коммуны протекают реки Лорибар и Арзюбико.

### Климат
Климат тёплый океанический. Зима мягкая, средняя температура января — от +5°С до +13°С, температуры ниже −10 °C бывают редко. Снег выпадает около 15 дней в году с ноября по апрель. Максимальная температура летом порядка 20-30 °C, выше 35 °C бывает очень редко. Количество осадков высокое, порядка 1100 мм в год. Характерна безветренная погода, сильные ветры очень редки.

## Население
Население коммуны на 2010 год составляло 595 человек.
| 1962 | 1968 | 1975 | 1982 | 1990 | 1999 | 2010 |
| ---- | ---- | ---- | ---- | ---- | ---- | ---- |
| 734  | 707  | 685  | 671  | 674  | 622  | 595  |

## Администрация
| Период | Период | Фамилия        | Партия                  | Примечания                             |
| ------ | ------ | -------------- | ----------------------- | -------------------------------------- |
| 1983   | 2004   | Франсуа Маитья | Социалистическая партия | вице-председатель регионального совета |
| 2004   | 2007   | Пьер Иригуэн   |                         |                                        |
| 2007   | 2008   | Клод Баретс    |                         |                                        |
| 2008   | 2014   | Франсуа Ламбер |                         |                                        |
| 2014   | 2020   | Клод Баретс    |                         |                                        |

## Экономика
В 2010 году среди 323 человек трудоспособного возраста (15-64 лет) 218 были экономически активными, 105 — неактивными (показатель активности — 67,5 %, в 1999 году было 57,5 %). Из 218 активных жителей работали 202 человека (105 мужчин и 97 женщин), безработных было 16 (8 мужчин и 8 женщин). Среди 105 неактивных 24 человека были учениками или студентами, 45 — пенсионерами, 36 были неактивными по другим причинам.

## Достопримечательности
- Средневековая церковь Св. Лаврентия
- Монастырь Св. Марии Магдалины

## Фотогалерея

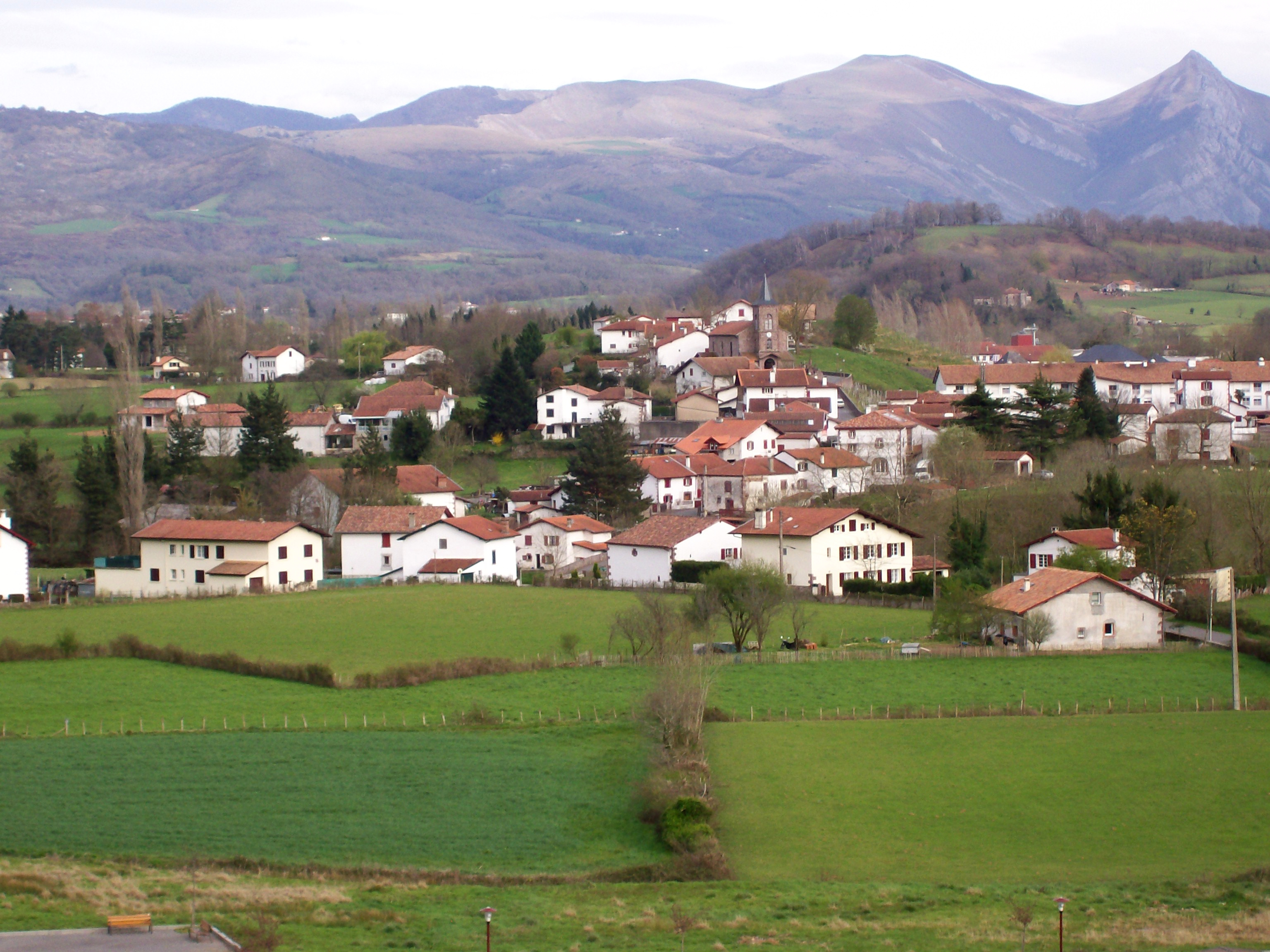
Испур
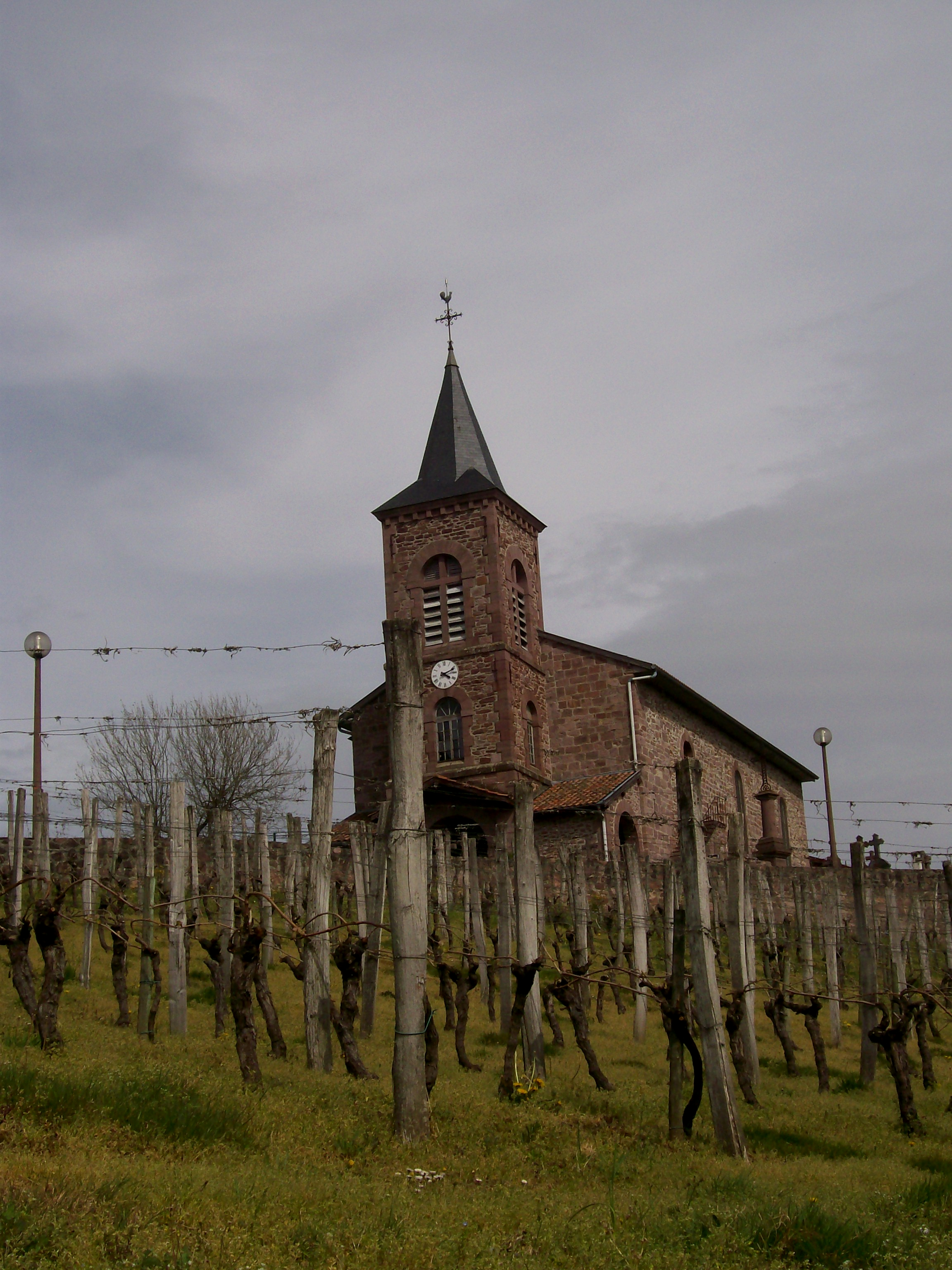
Церковь Св. Лаврентия
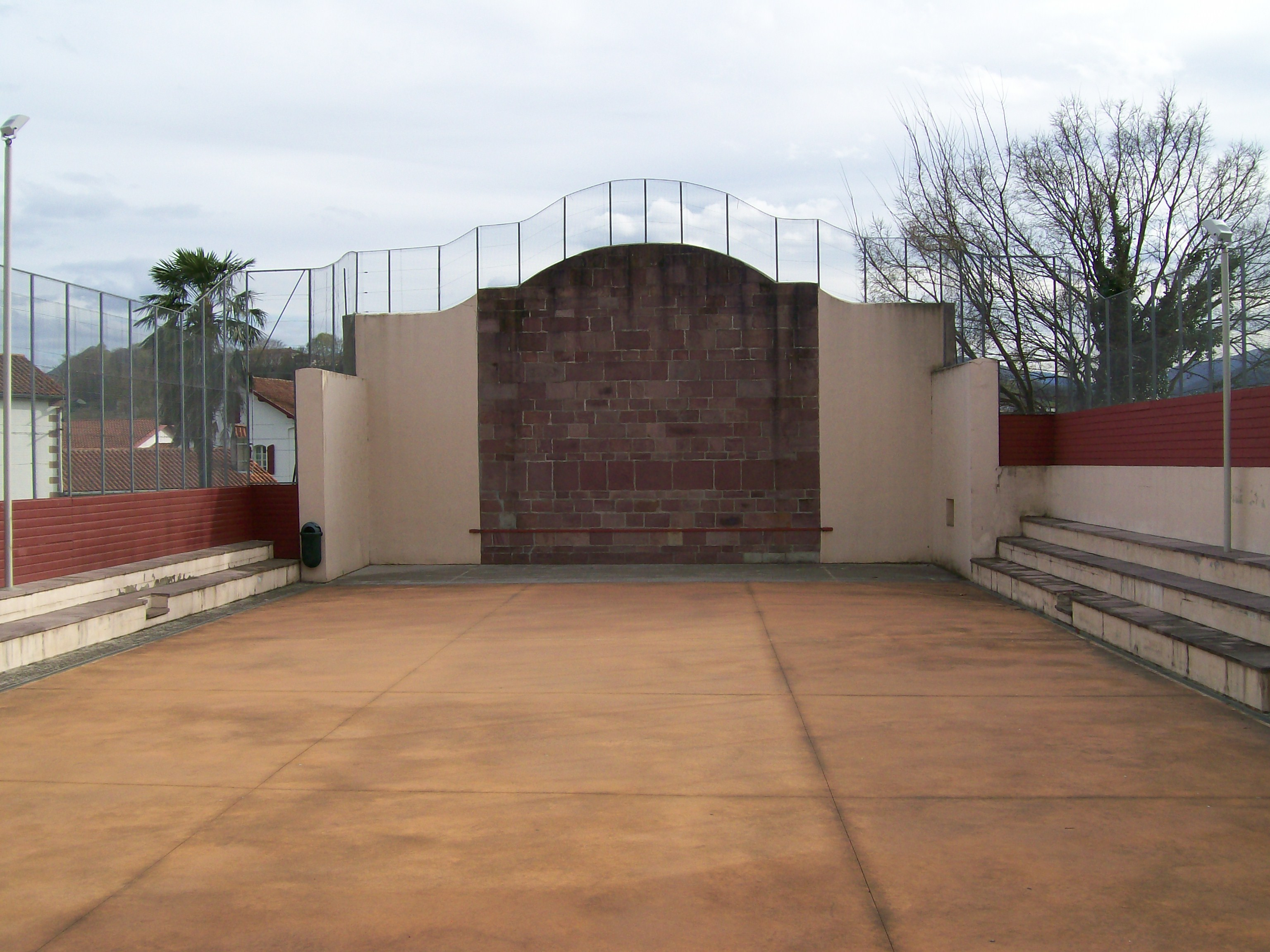
Фронтон (площадка для игры в пелоту)